# Kustîci, Turiisk
Kustîci (în ucraineană Кустичі) este un sat în comuna Solovîci din raionul Turiisk, regiunea Volînia, Ucraina.

## Demografie
Componența lingvistică a localității Kustîci
     Ucraineană (97,66%)
     Rusă (1,56%)
     Alte limbi (0,78%)
Conform recensământului din 2001, majoritatea populației localității Kustîci era vorbitoare de ucraineană (97,66%), existând în minoritate și vorbitori de rusă (1,56%).